# Daniel Diges
Daniel Diges García (født 17. januar 1981) er en spansk sanger, pianist, komponist og skuespiller, der repræsenterede Spanien ved Eurovision Song Contest 2010 i Oslo.
Den 22. februar 2010 vandt han den spanske nationale udtagelse til Eurovision Song Contest 2010, med sangen "Algo pequeñito". Finalen i Eurovision blev afholdt den 29. maj. Under sin første fremførelse, trængte den kendte stuntman Jimmy Jump, op på scenen, men han blev ført væk af vagter (der først troede han var en del af showet), og fik efterfølgende en bøde på 15.000 norske kroner. Spanien fik lov til at fremføre sit nummer igen til sidst, efter Danmark, og endte på en 15. plads med 68 points.